# Сариєсик-Атирау
Сариєсік-Атирау (Сари-Ішикотрау, рос. Сарыесик-Атырау, каз. Сарыесік Атырау) — піщана пустеля в Центральній Азії (Казахстан). Розташована в Балхаш-Алакольській улоговині, на південь від озера Балхаш, між річками Ілі та Каратал. Оточена піщаними масивами Бестас, Жаманкум, Мойинкум, Акдала. Пустелею прямують річки Лепси та Аксу, інші, менші, губляться в пісках. Розміри пісків: 250 на 200 км, вис. 300—400 м. Для пустелі Сариєсик характерні рідкісні солончаки, бархани і такири.

## Природа
Пустеля Саріесік-Атирау межує з дельтою річки Ілі на заході, де проживає велика популяція кабанів. Кабани в основному зустрічаються в очеретах, але заходять у межі пустелі. Тут їх часто можна зустріти у чагарниках Halostachys. У самій пустелі зустрічаються джейрани та невелика популяція (близько 150 голів) сайгаків. Популяція куланів (Equus hemionus kulan) у цій місцевості вимерла.
На заході ростуть переважно кущі саксаулу, на сході — Krascheninnikovia ceratoides, Calligonum, полин та ефедра. Долини річок Ілі та Каратал має тугаї.